# Pleurotomella corrida
Pleurotomella corrida är en snäckart som beskrevs av Dall 1927. Pleurotomella corrida ingår i släktet Pleurotomella och familjen kägelsnäckor. Inga underarter finns listade i Catalogue of Life.